# Lehel tér (metropolitana di Budapest)
Lehel tér è una stazione della linea M3 della metropolitana di Budapest.

## Storia
Inaugurata nell'anno 1981, la stazione fino al 1990 ha presentato la denominazione Élmunkás tér.

## Strutture e impianti
La stazione sorge ad una profondità di 9,3 metri sotto l'omonima piazza, costeggiata a sua volta dal viale Váci út.

## Interscambi
Nelle vicinanze della stazione effettuano fermata numerose linee urbane automobilistiche, filoviarie e tranviarie, gestite da BKV.
- Fermata tram
- Fermata filobus
- Fermata autobus